# Cathédrale de Kars
La cathédrale de Kars, également connue sous le nom d'église des Saints Apôtres (arménien : Կարսի Սուրբ Առաքելոց եկեղեցի, Karsi Surb Arakelots' yekeghets'i ; turc : Aziz Havariler Kilisesi, 12 Havariler Kilisesi) est une ancienne église apostolique arménienne à Kars, dans l'est de la Turquie.

## Historique
Construite au milieu du Xe siècle par le roi arménien Bagratides Abas I, elle est transformée en mosquée en 1579.
Au XIXe siècle et au début du XXe siècle, elle est transformée en cathédrale orthodoxe russe et plus tard en cathédrale arménienne.
En 1993, à nouveau convertie en mosquée, elle est renommée mosquée Kümbet (turc : Kümbet Camii, littéralement « mosquée en forme de dôme »). Elle est intégrée à un vaste complexe islamique qui comprend la mosquée Evliya, la plus grande mosquée de Kars.